# Arabella Elizabeth Roupell
Arabella Elizabeth Pigott de Roupell (1817-1914) fue una pintora de flores, que se destacó por un conjunto anónimo de pinturas de flores publicadas en 1849 bajo el título "Los especímenes de la flora de Sudáfrica por una dama", botánica y exploradora inglesa.
Era hija del Rev. John Dryden Piggott, rector y escudero de Edgmond. El 16 de septiembre de 1840, se casó con Thomas Boone Roupell, un oficial de la East India Company. En 1843, poco después del nacimiento de su hijo mayor, su marido fue comisionado para tomar servicio en la Colonia del Cabo durante un período de licencia de servicio, y ella escogió acompañarlo.

## Algunas publicaciones
- 1964. More Cape Flowers by a Lady. The Paintings of Arabella Roupell. Texto de Allan Bird. Ed. Johannesburg
- 1849. Specimens of the Flora of South Africa: By a Lady. Con William H. Harvey, 22 pp.

## Eponimia
- (Proteaceae) Protea roupelliae subsp. hamiltonii Beard ex Rourke[2]
- (Proteaceae) Scolymocephalus roupelliae Kuntze[3]